# مزرعه بیدو
مزرعه بیدو، روستایی از توابع بخش اسیر شهرستان مهر در استان فارس ایران است.

## جمعیت
این روستا در دهستان دشت لاله قرار دارد و براساس سرشماری مرکز آمار ایران در سال ۱۳۸۵، جمعیت آن ۱۱ نفر (۴خانوار) بوده‌است.